# Comuna Oboznivka, raionul Kirovohrad, regiunea Kirovohrad
Oboznivka (în ucraineană Обознівка) este o comună în raionul Kirovohrad, regiunea Kirovohrad, Ucraina, formată din satele Katerînivka și Oboznivka (reședința).

## Demografie
Componența lingvistică a comunei Oboznivka
     Ucraineană (93,29%)
     Rusă (5,91%)
     Alte limbi (0,74%)
Conform recensământului din 2001, majoritatea populației comunei Oboznivka era vorbitoare de ucraineană (93,29%), existând în minoritate și vorbitori de rusă (5,91%).